# Bischhagen
Bischhagen is een deel van de gemeente Hohes Kreuz in het district Eichsfeld in het noorden van de Duitse deelstaat Thüringen. 
Bischhagen is een van oorsprong Hoogduits sprekende plaats, en ligt aan de Uerdinger Linie. Bischhagen hoort bij de gemeente Hohes Kreuz sinds 1991. 